# Varallo Pombia
Varallo Pombia (piemontiul: Varal Pombia) település Olaszországban, Piemont régióban, Novara megyében. Lakosainak száma 4965 fő (2023. január 1.). Varallo Pombia Borgo Ticino, Castelletto sopra Ticino, Divignano, Pombia és Somma Lombardo községekkel határos.

## Népesség
A település lakossága az elmúlt években az alábbi módon változott:
| Lakosok száma | 4951 | 4922 | 4965 |
|               | 2017 | 2018 | 2023 |